# هشام شريدي
الشيخ هشام شريدي رجل دين فلسطيني، عاش في مخيم اللاجئين الفلسطينيين في عين الحلوة في لبنان وهو مؤسس جماعة سلفية أُطلق عليها اسم عصبة الأنصار. في العام 1980 وخلال الحرب الأهلية اللبنانية كان الشيخ شريدي رئيس الرابطة الإسلامية، وهي جماعة أصولية سنية، ولكن في عام 1986 تم فصله بسبب علاقاته المزعومة مع إيران. وبعد وقت قصير من فصله شكل عصبة الأنصار. 
في عام 1990 دعم الشيخ شريدي وجماعته انتفاضة فاشلة ضد حركة فتح التي كانت قد هيمنت على مخيم عين الحلوة. في 16 ديسمبر، 1991 قُتل شريدي من قبل مسلحي حركة فتح. وقد خلفه في منصبه في عصبة الأنصار أبو محجن أحمد السعدي. 
لهشام شريدي ولدان هما عبد الله ومحمد، وقد أسسا ما عرف بعصبة النور وقتلا في المواجهات التي دارت مع حركة فتح في الأعوم 2003 و2004.